# Doddaganahalli, Hosakote
Doddaganahalli là một làng thuộc tehsil Hosakote, huyện Bangalore Rural, bang Karnataka, Ấn Độ.